# الشخصية الوطنية المصرية – قراءة جديدة لتاريخ مصر
الشخصية الوطنية المصرية – قراءة جديدة لتاريخ مصر  كتاب للدكتور طاهر عبد الحكيم  صدر عن دار الفكر للدراسات والنشر والتوزيع  – القاهرة عام 1986 في 244 صفحة، وصدرت الطبعة الثانية عن الهيئة المصرية العامة للكتاب - مكتبة الأسرة عام 2012 في 240 صفحة.

## ملخص الكتاب
يتحدث طاهر عبد الحكيم عن الثورات العنيفة التي شهدتها مصر رغم ما يشاع عن استسلام المصريين وكانت أول ثورة مصرية، أمكن تسجيلها تاريخياً، وقعت في عام 2280 قبل الميلاد في عهد بيبى الثانى وقد استمرت الثورات المصرية حيث شهد التاريخ أيضا ثورة المصريين ضد اضطهاد الرومان بعد دخول الكنيسة المصرية في صراع وطني ديني ضد الكنيسة الغربية.
ويقدم طاهر عبد الحكيم دراسة حول الاستمرارية التي يتسم بها تاريخ مصر الاجتماعى، ويقسم الكتاب إلى قسمين:
القسم الأول يتناول الشخصية المصرية في ظل الدولة المركزية
القسم الثاني يتناول الشخصية المصرية في ظل الملكية الخاصة
يرصد طاهر عبد الحكيم أهم الاتجاهات العلمية إلى الدولة المركزية وأسباب نشأة تلك الدولة العتيدة مثل الاتجاه البيئي الذي يعظم دور البيئة النهرية في نشأة الدولة المركزية والاتجاه الاجتماعي- الاقتصادي التي تركز على حركة العوامل الداخلية المكونة لهذه الظاهرة ويعطى الدور الحاسم لبروز المركزية للانقسام الطبقي في المجتمع الزراعي البدائي
ويرى طاهر عبد الحكيم أنه بتحليل مسار النضال القومي المصري نجده ينقسم إلى حقبتين مختلفتين:
الحقبة الأولى: هي تلك الحقبة التي كان النضال القومى في أثنائها يدور في إطار نظام اجتماعى قوامه احتكار الدولة المركزية لوسائل الإنتاج.
الحقبة الثانية: هي تلك التي اتجه فيها النضال القومي لإنهاء احتكار الدولة المركزية لملكية وسائل الإنتاج ولإقرار مبدأ الملكية الفردية، وإرساء نظام سياسى ليبرالى، وتشكيل ثقافة علمانية.
هذا التقسيم يوجد إمكانية اكتشاف نقطة البدء الحقيقية لتاريخ مصر المعاصر

## محتوى الكتاب
- لماذا هذا الكتاب؟
- ما هو التاريخ؟ (مدخل نظري)
القسم الأول: الشخصية الوطنية المصرية في ظل الدولة المركزية
الفصل الأول: نمط الإنتاج المصري والآسيوي
الفصل الثاني: نشأة الدولة المركزية وميلاد الاستبداد
              (1) قيام الدولة المركزية وتحقيق الوحدة الوطنية
              (2) أمة أو قومية؟
              (3) الإنسان المصري والدولة المركزية: خنوع أم ميل للمقاومة؟
الفصل الثالث: الثورة الوطنية المسيحية
الفصل الرابع: الإسلام والتعريب: استمرارية أم إنقطاع؟
الفصل الخامس: أفول الدولة المركزية
              (1) حركة العلماء
              (2) محمد علي: بداية أم نهاية؟
- صعود الفكر العلماني والليبرالي
- الثورة الوطنية الديمقراطية (الحلقة الأولى الثورة العرابية 1881 – 1882)
- نشأة النظام المصرفي والصناعي في مصر
استخلاصات ختامية 

## توطئة
مشروع له تاريخ
مشروع «القراءة للجميع» أي حلم توفير مكتبة لكل أسرة. سمعنا به أول مرة من رائدنا الكبير الراحل توفيق الحكيم. وكان قد عبر عن ذلك في حوار أجراه معه الكاتب الصحفي منير عامر في مجلة «صباح الخير» مطلع ستينيات القرن الماضي أي قبل خمسين عامًا من الآن. كان الحكيم إذ هو صاحب الحلم، وليس بوسع أحد آخر، أن يدعي غير ذلك. وهى - جريًا على عادته الخلاقة في مباشرة الأحلام، تمنى أن يأتي اليوم الذي يرى فيه جموعا من الحمير النظيفة المطهمة. وهي تجر عربات الكارو الخشبية الصغيرة، تجوب الشوارع وتتخذ مواقعها عند نواصي ميادين المحروسة، وباحات المدارس والجامعات وهي محملة بالكتب الرائعة والميسورة شأنها في ذلك شأن مثيلاتها من حاملات الخضر وحبات الفاكهة. ثم رحل الحكيم مكتفياً بحلمه.
وفي ثمانينيات القرن الماضي عاود شاعرنا الكبير الراحل صلاح عبد الصبور التذكير بهذا الحلم القديم. وفي التسعينيات من نفس القرن، تولى الدكتور سمير سرحان تنفيذه تحت رعاية السيدة زوجة الرئيس السابق.
..........
بعد ثورة 25 يناير والتغيرات التي طرأت توقفت كل الجهات الداعمة لهذا المشروع.
........
لقد انشغلنا طيلة الوقت بهذا القارئ الذي انشغل به قديما، مولانا الحكيم.
لا نزعم، طبعا، أن خياراتنا هي الأمثل، فاختيار كتاب تظنه جيدا يعني أنك تركت آخر هو الأفضل دائما، وهي مشكلة لن يكون لها من حل أبداً. لماذا؟
لأنه ليس هناك أكثر من الكتب الرائعة، ميراث البشرية العظيم، والباقي.
توقيع (رئيس اللجنة: إبراهيم أصلان)

## لماذا هذا الكتاب؟
يهدف هذا البحث إلى محاولة لاستخدام المعطيات التاريخية المتاحة للتحقق من صحة عدد من الفرضيات لاختبار مدى صحة أو خطأ بعض الأحكام التي أصدرها عدد من الباحثين، أجانب ومصريون حول بعض التطورات في تاريخ مصر وعلي ذلك فإن هذه الدراسة لا تمثل محاولة لكتابة تاريخ مصر السياسي - الاجتماعي- بقدر ما يمثل محاولة لإعادة قراءة لهذا التاريخ من منظور جديد، وفوق كل شيء؛ فإن أقصى طموح لهذا البحث هو أن يكون دعوة لإعادة دراسة تاريخ مصر من زاوية استمراريته، ومن زاوية انه تاريخ مجتمع وشعب وليس مجرد تاريخ حكام.
يمتد تاريخ مصر الاجتماعي إلى عصور سحيقة تصل إلى أكثر من ستين قرنا، وهي مسافة زمانية قياسية بالمقارنة مع التاريخ الاجتماعي لأي بلد من بلدان العالم. وحتى بالمقارنة مع بعض المناطق الأخرى التي ظهرت فيها حياة اجتماعية مبكرة مثل اراض ما بين البرين (ميسوبوتاميا) فان الظروف المحلية الجغرافية والطبيعية أعطت لتاريخ مصر الاجتماعي استمرارية ضمن إطار اجتماعي - تاريخي واضح الملامح لم تتوفر للحياة الاجتماعية في اراض ما بين النهرين (potamiaMeso)
........
وبديهي أن بحثا عن تشكيل البنية القومية عبر تاريخ ألفي مثل تاريخ مصر هو بحث تكتنفه صعوبات عديدة أخطرها تلك الصعوبات الناشئة عن طول المسافة الزمنية التي يتناولها البحث، وضرورة الوقوف كثيرا أمام العديد من التفاصيل لتحديد ما هو ضروري منها للبحث وما هو غير ضروري.
ومما ساعد على التغلب، قدر المستطاع، على هذه الصعوبة المنهج الذي اتبعه البحث في معالحة تاريخ مصر الاجتماعي عبر مراحل لا تستمد عناوينها من الأسر والنظم التي حكمت مصر، وانما من حركة الشعب المصري نفسه وسعيه لتأكيد الذات ولإعادة بناء الذات، باعتبار أن حركة هذا الشعب هي المادة الرئيسية للتاريخ طبقا للمفهوم الفلسفي للتاريخ الذي انطلق منه هذا البحث.

## نقد وتعليقات
كتبت رباب يحيى على موقع عربي 21 في 20 يوليو 2020: «دأب كثير من الباحثين المعاصرين على وصف الفلاح المصري بالخنوع للسلطة الغاشمة، وأنه يتحمل القهر والبطش والفساد ولا يحرك ساكناً، ولما كان هذا الفلاح يشكل تاريخياً الجسد الرئيسي لشعب مصر، فإن هذا الحكم ينسحب بالضرورة على مجمل الشخصية الوطنية المصرية، فهل حقاً هذه الدولة المركزية (مصر) ذات السلطة المطلقة، التي كانت تملك كل شيء بما في ذلك البشر، وقوتهم اليومي، وناتج عملهم، والتي استمرت منذ فجر التاريخ حتى الثورة العرابية عام 1882 قد طبعت الشخصية المصرية بطابع الخنوع، أم إن رفض الإنسان المصري للقهر من جانب هذه السلطة طبع شخصيته بطابع المقاومة؟ يقدم طاهر عبد الحكيم اجتهادات مهمة تسهم في الإجابة عن هذه الأسئلة في كتابه» الشخصية الوطنية المصرية.. قراءة جديدة لتاريخ مصر«. وفيه يدحض فكرة خنوع الشخصية الوطنية المصرية للسلطة الغاشمة»، وتتابع الكاتبة قائلة: «يرى أن تحول المصريين عن ديانتهم القديمة إلى المسيحية، بمثابة شكل جديد من أشكال المقاومة ضد الظلم الاجتماعي، ومظهراً من مظاهر المقاومة الوطنية ضد الحكم الأجنبي الروماني، فالآلهة القديمة لم تستطع أن ترفع ظلماً، ولا الدعاء لها جعلها تنصر مظلوماً، مما جعل المجتمع يتشكك في دينه وآلهته، كما كان سلوك المؤسسة الدينية ذاتها دافعاً أكبر لهذا التشكك، فكهنة آمون سقطوا وطنياً ودينياً واجتماعياً بقبولهم أن يكونوا ركيزة محلية لحكم الإغريق ثم الرومانيين من بعدهم، وبمحاولتهم الحفاظ على مصالحهم وامتيازاتهم بتحالفهم مع الإسكندر والبطالمة والرومانيين من بعد، ضد المقاومة الوطنية وقياداتها المتمثلة في أمراء طيبة، وجاء سقوط كهنة آمون السياسي والأدبي عندما حاولوا ترويض جماهير الشعب المصري على طاعة الحكام والمستغلين الأجانب.»
كتب الدكتور طه عبد العليم في صحيفة الأهرام بتاريخ 9 سبتمبر 2012: «كان العصر الذهبي الذي ارتفعت فيه القوة السياسية لعلماء الأزهر إلي قمتها كقيادة وطنية هو العقود الأخيرة من حكم المماليك وفترة الحملة الفرنسية وحتى صعود محمد علي إلي السلطة، كما يسجل طاهر عبد الحكيم في الشخصية الوطنية المصرية.. قراءة جديدة لتاريخ مصر.»

## وصلات خارجية
http://opac.birehlibrary.ps/records/1/119062.aspx الشخصية الوطنية المصرية – قراءة جديدة لتاريخ مصر
https://www.goodreads.com/book/show/15786616-- الشخصية الوطنية المصرية – قراءة جديدة لتاريخ مصر
http://www.elgornal.net/news/news.aspx?id=13880332 الشخصية الوطنية المصرية – قراءة جديدة لتاريخ مصر
https://www.ssrcaw.org/ar/show.art.asp?t=2&aid=761095 الشخصية الوطنية المصرية – قراءة جديدة لتاريخ مصر